# Alfred Pfaff (Politiker)

Alfred Pfaff

Alfred Pfaff (* 18. Januar 1872 in Huy, Belgien; † 4. August 1954 in München) war ein deutscher Industriemanager, Politiker und NSDAP-Gauwirtschaftsberater.

## Leben und Wirken
Pfaff war ein Nachkomme des Mathematikers Johann Friedrich Pfaff. Nach dem Besuch des Realgymnasiums in Darmstadt, wo er 1892 das Abitur ablegte, leistete er den zwölfmonatigen Wehrdienst als Einjährig-Freiwilliger beim Infanterie-Regiment Nr. 115 in Darmstadt ab. Anschließend studierte er von 1892 bis 1895 Chemie an der Technischen Hochschule Darmstadt und promovierte 1896 in Heidelberg zum Dr. phil.
Von 1896 bis 1925 arbeitete Pfaff als Betriebsleiter, anschließend als Direktor in der elektrochemischen Bergwerks- und Eisenhüttenindustrie, meist im Ausland, so leitete er unter anderem die Erdölexploration im polnischen Boryslaw, wo er ein beträchtliches Vermögen verdiente. Als Gegner der Einstein’schen Relativitätstheorie unterhielt er den Physiker Ludwig Mach zwei Jahre lang finanziell, während dieser versuchte, die Relativitätstheorie auf experimentellem Wege zu widerlegen.
Am Ersten Weltkrieg nahm Pfaff als Offizier teil und wurde mit dem Eisernen Kreuz II. Klasse ausgezeichnet.
Zum 1. März 1928 trat Pfaff in die NSDAP ein (Mitgliedsnummer 76.343), in der er sich vor allem um wirtschaftliche Fragen kümmerte, unter anderem als Gauwirtschaftsberater für den Gau München-Oberbayern. Seine Schriften legen nahe, dass er dabei eher zum antikapitalistischen Flügel um Gottfried Feder zählte. Von März 1933 bis Mai 1945 saß Pfaff mit dem Reichswahlvorschlag der NSDAP bzw. als Vertreter des Wahlkreises 25 (Niederbayern) bzw. des Wahlkreises 31 (Württemberg) im Reichstag.

## Schriften
- Für und gegen das Einstein’sche Prinzip. ohne Ortsangabe 1921.
- Die Lagerstätten im Erdölbecken von Boryslaw. Wien 1926.
- Beiträge zur Statistik der polnischen Erdölindustrie. 1929.
- Der Talmud der Wirtschaft. München 1929.
- Der Young-Plan in 67 Fragen und Antworten. München 1930.
- Erlösung vom Wahn des Goldes. München 1932.
- Der Wirtschafts-Aufbau im Dritten Reich. München 1932.
- Wege zur Brechung der Zinsknechtschaft. München 1932.
- Ahnentafel-Vordruck. s.l.e.a. [1934].
- Aus deutschen Kalenden. 1940.